# Aleiodes praetor
Aleiodes praetor är en stekelart som först beskrevs av Henry J. Reinhard 1863.  Aleiodes praetor ingår i släktet Aleiodes och familjen bracksteklar. Inga underarter finns listade i Catalogue of Life.